# 细毛樟
细毛樟（学名：Cinnamomum tenuipilum）为樟科樟属的植物，为中国的特有植物。分布于中国大陆的云南等地，生长于海拔580米至2,100米的地区，常生于谷地的灌丛中、山谷、疏林中以及密林中，目前尚未由人工引种栽培。